# Atanasz Mateev
Atanasz Mateev (bolgár: Атанас Матеев) (Várna, 1933[forrás?] – ?) bolgár nemzetközi labdarúgó-játékvezető.

## Pályafutása

### Nemzetközi játékvezetés
A Bolgár labdarúgó-szövetség Játékvezető Bizottsága (JB) terjesztette fel nemzetközi játékvezetőnek, a Nemzetközi Labdarúgó-szövetség (FIFA) 1972-től tartotta nyilván bírói keretében. Több nemzetek közötti válogatott és klubmérkőzést vezetett, vagy működő társának partbíróként segített. Az aktív nemzetközi játékvezetéstől 1979-ben a FIFA 45 éves korhatárát elérve búcsúzott. Válogatott mérkőzéseinek száma: 2.

#### Nemzetközi kupamérkőzések

##### UEFA-bajnokok ligája
| Időpont              | Helyszín                  | Mérkőzés típusa        | Mérkőzés                        | Eredmény | Nézők száma |
| -------------------- | ------------------------- | ---------------------- | ------------------------------- | -------- | ----------- |
| 1975. október 1.     | Kispesti stadion Budapest | első kör (2. mérkőzés) | Bp. Honvéd–Bohemians Praha      | 1 – 1    |             |
| 1978. szeptember 27. | Hungária krt. Budapest    | első kör (2. mérkőzés) | MTK-VM–FC Politehnica Timișoara | 2 – 1    |             |

## Szakmai sikerek
Neve szerepel a bolgár sportolók dicsőségfalán.

## Magyar vonatkozás
| Időpont           | Helyszín                    | Mérkőzés típusa          | Mérkőzés                 | Eredmény | Nézők száma |
| ----------------- | --------------------------- | ------------------------ | ------------------------ | -------- | ----------- |
| 1976. április 17. | Gradski Stadion, Banja Luka | 497. válogatott mérkőzés | Jugoszlávia–Magyarország | 0 – 0    | 10 000      |